# بایتنگ، فوجیان
بایتنگ، فوجیان (به لاتین: Baitang) یک شهرک در جمهوری خلق چین است که در هانجیانگ واقع شده‌است. بایتنگ ۸٫۸ متر بالاتر از سطح دریا واقع شده‌است.